# Euphorbia alatocaulis
Euphorbia alatocaulis es una especie fanerógama perteneciente a la familia Euphorbiaceae. Es originaria de las Islas Galápagos.

## Taxonomía
Euphorbia alatocaulis fue descrita por V.W.Steinm. & Felger y publicado en Aliso 16: 37. 1997.
Etimología
Euphorbia: nombre genérico que deriva del médico griego del rey Juba II de Mauritania (52 a 50 a. C. - 23), Euphorbus, en su honor – o en alusión a su gran vientre –  ya que usaba médicamente Euphorbia resinifera. En 1753 Carlos Linneo asignó el nombre a todo el género.
alatocaulis: epíteto latino que significa "con tallo alado".